# Pierre Drieu La Rochelle
Pierre Eugène Drieu La Rochelle ([dʁjø la ʁɔʃɛl]; 3. ledna 1893 – 15. března 1945) byl francouzský spisovatel románů, povídek a politických esejů. Narodil se, žil a zemřel vlastní rukou v Paříži. Drieu La Rochelle se stal zastáncem francouzského fašismu ve 30. letech a během německé okupace byl známým kolaborantem.

## Život
Drieu se narodil ve středostavovské rodině původem z Normandie žijící v 17. pařížském obvodu. Jeho otec byl neúspěšný podnikatel a sukničkář, který si vzal jeho matku kvůli jejímu věnu. Přestože byl Pierre skvělým studentem, neprošel závěrečnou zkouškou na École Libre des Sciences Politiques. Jeho vojenské zážitky během první světové války, kde byl třikrát zraněn, na něj měly hluboký vliv a poznamenaly ho po zbytek jeho života.
Roku 1917 si Drieu vzal Colette Jéramecovou, sestru svého židovského přítele. Rozvedli se v roce 1921. Drieu ve 20. letech sympatizoval s dadaisty, surrealisty a komunisty a byl blízkým přítelem Louise Aragona, ale zajímal se také o monarchistickou krajně pravicovou Action Française; k žádnému z těchto ideových proudů se však nepřidal. Esej „Mesure de la France“ („Míra Francie“) z roku 1922 mu přinesla jistou proslulost; tehdy také začal psát romány. Později, začátkem 30. let, přijal fašismus a antisemitismus.
V politických esejích Drieu tvrdil, že parlamentní systém (gouvernement d'assemblée Francouzské třetí republiky) je odpovědný za to, co chápal jako „úpadek“ Francie (hospodářská krize, klesající porodnost atd.). V dílech „Le Jeune Européen“ („Evropská mládež“, 1927) a „Genève ou Moscou“ („Ženeva nebo Moskva“, 1928) obhajoval Drieu La Rochelle silnou Evropu a odsoudil „dekadentní materialismus“ demokracie. Věřil, že federální Evropa může vybudovat silnou ekonomickou a politickou unii izolovanou od imperialistických Rusů a Američanů; v roce 1939 dospěl k přesvědčení, že takové autarkistické sliby může splnit pouze nacistické Německo. Po jeho proevropských názorech vyjádřených v roce 1928 brzy následovaly užší kontakty s organizacemi zaměstnavatelů, mezi nimi Redressement Français Ernesta Merciera, a poté na konci 20. a na začátku 30. let s některými proudy Radikální strany.
Ještě v roce 1931 Drieu v „L'Europe contre les patries“ („Evropa proti národům“) vystupoval proti Hitlerovi. Již roku 1934 však přijal nacismus jako protijed na „průměrnost“ liberální demokracie. Motivací mohly být nepokoje 6. února 1934 organizované krajně pravicovými organizacemi před palácem Palais Bourbon a poté v září 1935 i návštěva nacistického Německa, kde byl svědkem stranického sjezdu NSDAP v Norimberku. Po nepokojích 6. února 1934 Drieu psal do revue La Lutte des Jeunes a projevil se jako fašista. Název jeho knihy Socialisme Fasciste (Fašistický socialismus) z října 1934 vyjadřoval jeho názory v té době. V knize popsal svou nespokojenost s marxismem jako odpovědí na problémy Francie. Napsal, že našel inspiraci v Georgesi Sorelovi, Fernandovi Pelloutierovi a starých francouzských socialistech Saint-Simonovi, Charlesi Fourierovi a Proudhonovi.
Drieu La Rochelle se pak připojil k fašistické straně Parti Populaire Français (PPF) Jacquesa Doriota a roku 1936 se stal redaktorem jejího orgánu L'Emancipation Nationale. Zde působil až do svého rozchodu se stranou v roce 1939. V roce 1937 razil textem „Avec Doriot“ specifický francouzský fašismus. Během té doby také pokračoval v psaní svého nejslavnějšího románu Gilles.
Podporoval kolaboraci a nacistickou okupaci severní Francie. Během okupace Paříže nastoupil Drieu na místo Jeana Paulhana (kterého dvakrát zachránil z rukou gestapa) jako šéfredaktora Nouvelle Revue Française, a stal se tak vůdčí osobností francouzské kulturní spolupráce s nacistickými okupanty, která, jak doufal, se stane základem „fašistické internacionály“. Jeho přátelství s německým velvyslancem v Paříži Ottem Abetzem začalo už před válkou. Byl také členem výboru Groupe Collaboration. Počínaje rokem 1943 však byl novým řádem rozčarován a obrátil se ke studiu východní duchovnosti. Jeho poslední provokací bylo, že znovu vstoupil do PPF Jacquesa Doriota a ve svém tajném deníku zároveň projevil obdiv ke stalinismu.
Po osvobození Paříže v roce 1944 se Drieu musel skrývat. Přes ochranu svého přítele André Malrauxa vykonal v březnu 1945 sebevraždu ze strachu před odplatou hnutí odporu.